# Faravid
Faravid fue un legendario rey de Kvenland, en algún lugar de la actual Finlandia, que se menciona exclusivamente en la saga de Egil Skallagrímson. Según la saga, Faravid hizo una alianza con los vikingos noruegos para luchar contra las invasiones karelianas. Es el primer presunto monarca finés que se menciona en la historia de aquel territorio y aparece por primera vez en las sagas nórdicas.
La saga se desarrolla en un contexto del siglo IX, pero los historiadores lo consideran un tiempo prematuro para ser creíble, al menos en cuanto al ataque de Karelia se refiere. La saga fue escrita hacia el siglo XIII y posiblemente influenciada por otras fuentes, por lo que actualmente es imposible afirmar si el relato es verdadero o prestado de otro contexto histórico. El nombre Faravid no es finés, pero tampoco de origen germánico, lo que complica aún más la verdadera identificación del rey y su figura sujeta a especulaciones, por ejemplo que fuese una traducción de Kaukomieli («el gran anhelo») o Kaukamoinen («el gran viajero»).